# Aphyolebias manuensis
Aphyolebias manuensis es una especie de pez de la familia de los rivulinos en el orden de los ciprinodontiformes.

## Distribución geográfica
Se encuentran en Sudamérica: Perú.